# Saint-Hélen
 Saint-Hélen  (en bretón Sant-Haelen) es una población y comuna francesa, situada en la región de Bretaña, departamento de Côtes-d'Armor, en el distrito de Dinan y cantón de Dinan-Est.

## Demografía
| 1002 | 971 | 973 | 936 | 974 | 1031 |
| Para los censos de 1962 a 1999 la población legal corresponde a la población sin duplicidades (Fuente: INSEE [Consultar]) |     |     |     |     |      |

## Lugares de interés
- Castillo de Coëtquen, del siglo XV.